# Cryoconite

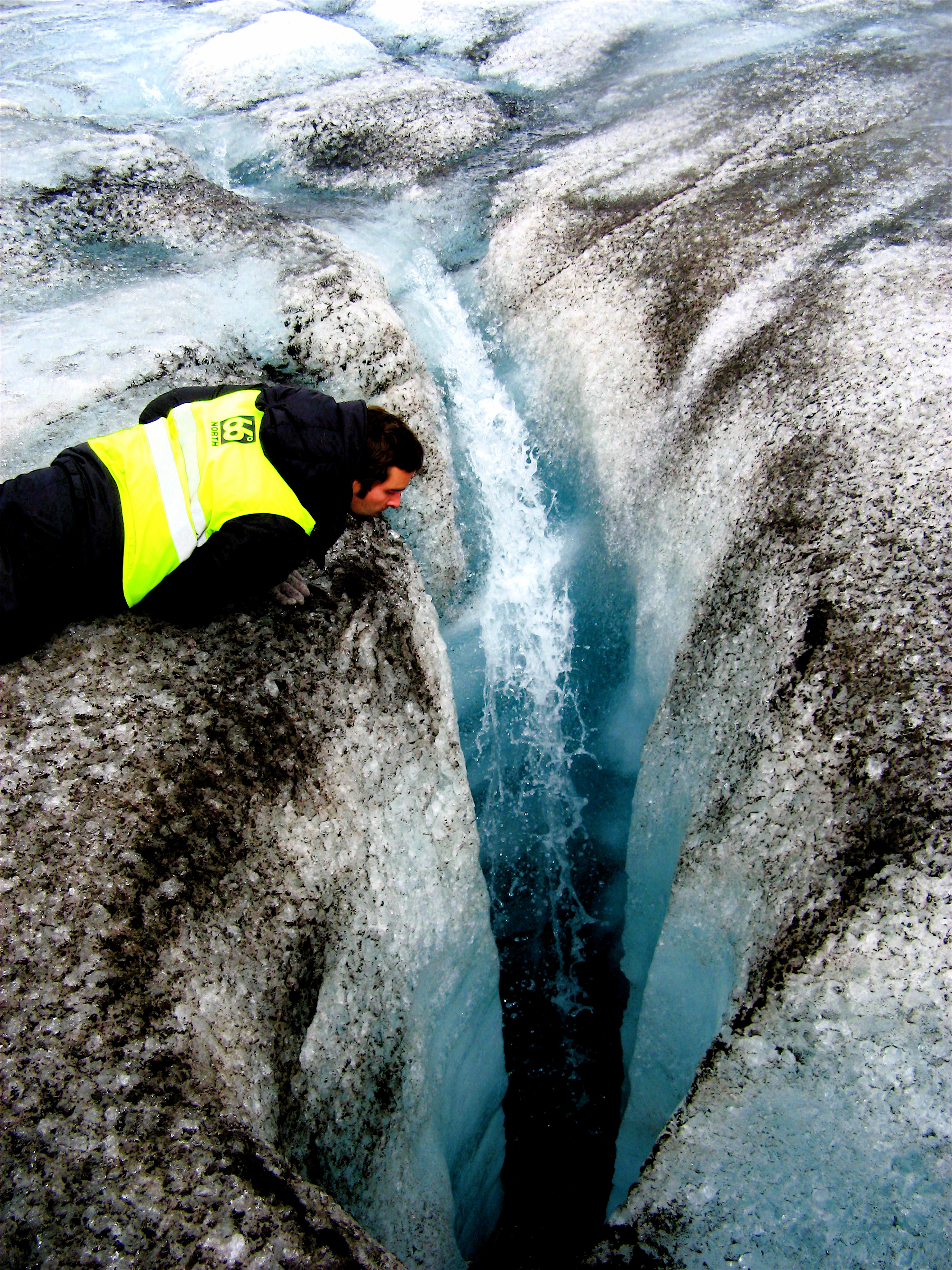
Cryoconite sur les bords d'une crevasse du Langjökull.

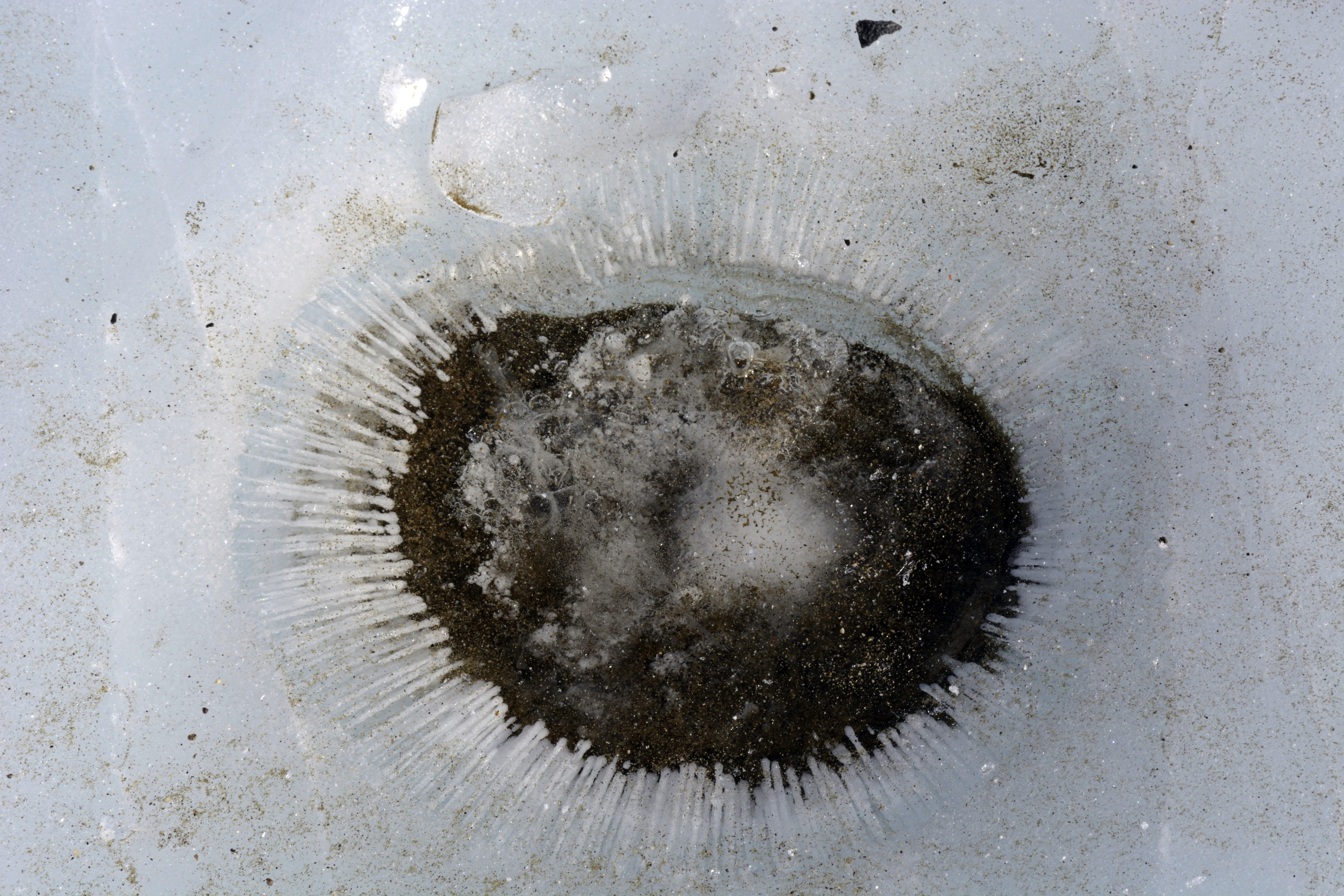
Trou à cryoconite au glacier Taylor. Cette poussière noire, en s'échauffant au soleil, crée un micro-lac de fonte, exemple de micro-modelé glaciaire ou nival.

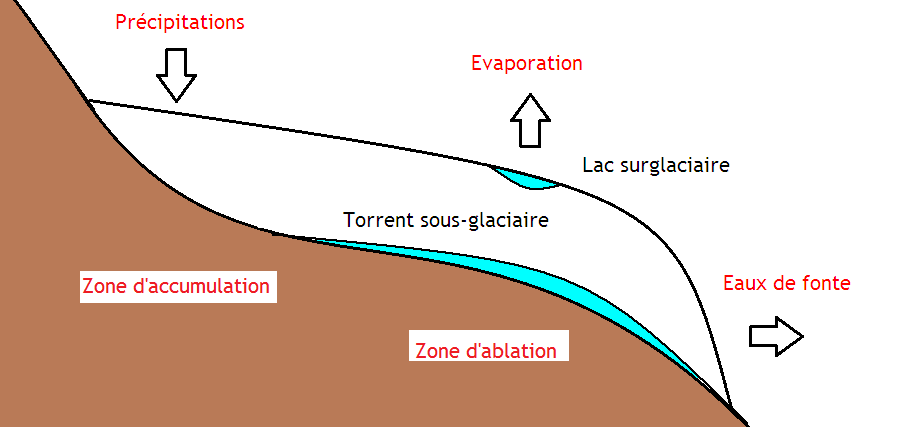
Diagramme d'un glacier. Les trous à cryoconite se trouvent typiquement dans sa partie inférieure appelée zone d'ablation.

La cryoconite (du grec ancien cryos, « froid glacial » et konía, « poussière », terme inventé en 1872 par l'exploration finlandais A.E. Nordenskjöld lors de son expédition en 1870 pour étudier les glaciers du Groënland occidental) est un dépôt de poussière soufflée par le vent, composée de particules minérales de roches (dont des cendres volcaniques), de matière organique (suie, micro-organismes morts) et de microbes, à la surface de la neige, des glaciers et des calottes glaciaires. En raison de cette couleur foncée, la cryoconite absorbe la lumière du soleil qui est convertie en chaleur, ce qui fait fondre la glace où elle s'y enfonce en produisant des « trous à cryoconite » remplis d'eau (trous cylindriques isolés ou disposés en série allongée, d'une profondeur allant jusqu'à 60 cm et d'une largeur de quelques cm, pouvant atteindre 1 m par le processus de coalescence ou pouvant être interconnectés par des canaux d'eau de fonte (en)). La cryoconite contribue ainsi à accélérer la fonte du manteau neigeux et des glaciers himalayens et alpins,,. Sur les glaciers stables, les trous à cryoconite peuvent persister 100 ans, servant ainsi de refuge biologique (en) durant les périodes de froid extrême.
Le biofilm bactérien recouvrant ce dépôt est dominé par les espèces psychrophiles photosynthétiques (principalement des cyanobactéries filamentauses fixatrices d'azote) qui sont similaires à celles qui habitent les lacs glaciaires et les tapis microbiens adjacents des vallées sèches glaciaires, ce qui suggère que ces derniers en soient la source et qu'elles adoptent les mêmes stratégies de résistances dans ces écosystèmes différents. Il inclut aussi des virus, des algues vertes, des diatomées, des microchampignons (levures), et des microinvertébrés (tardigrades, rotifères, nématodes dont certaines espèces sont en activité, d'autres en dormance),.

Ces espèces photosynthétiques retrouvées dans les trous à cryoconite seraient le principal contributeur à la productivité primaire et au recyclage biogéochimique des éléments des glaciers au sein de la cryosphère. En produisant des biofilms, elles forment des niches écologiques et des micro-habitats favorables dans des conditions environnementales hostiles, abritant ainsi des concentrés de biodiversité. La cryoconite peut donc être considérée comme un hotspot glaciaire de biodiversité microbienne, c'est-à-dire une zone de biodiversité riche mais menacée par le réchauffement climatique.